# هیلی سحر
هیلی سحر (به انگلیسی: Hailie Sahar) (زاده ۱۹۸۸) موسیقی‌دان، طراح مد بازیگر آمریکایی است.
او یک زن ترنس است.
او در مجموعه‌های آقای ربات، مشکل خوب و ژست بازی کرده است.